# Gerald Loxley

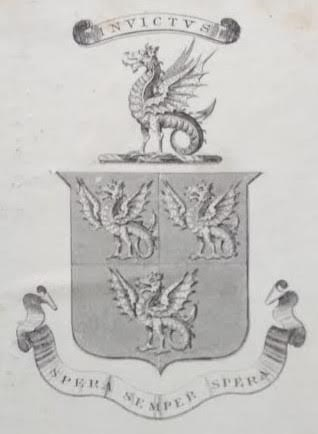
Le armi Loxley

Gerald Loxley (Gloucestershire, 31 gennaio 1885 – Herefordshire, 29 settembre 1950) è stato un aviatore e militare britannico, pioniere della ricognizione aerea della prima guerra mondiale.

## Biografia
Frequentò l'Oriel College di Oxford; ufficiale della Royal Naval Air Service (RNAS), considerato tra i migliori ufficiali britannici durante la prima guerra mondiale, nel 1916 Loxley viene nominato vice-capo dell'informazione militare a Parigi presso il ministero delle Munizioni.
Nel 1919 viene promosso maggiore della Royal Air Force (RAF). Dopo il servizio militare ha servito a Ginevra come diplomatico per l'organizzazione delle Nazioni Unite (ONU).
È legato da una lontana parentela a Lord Byron ed è zio del Lord Bingham of Cornhill, KG.

## Note

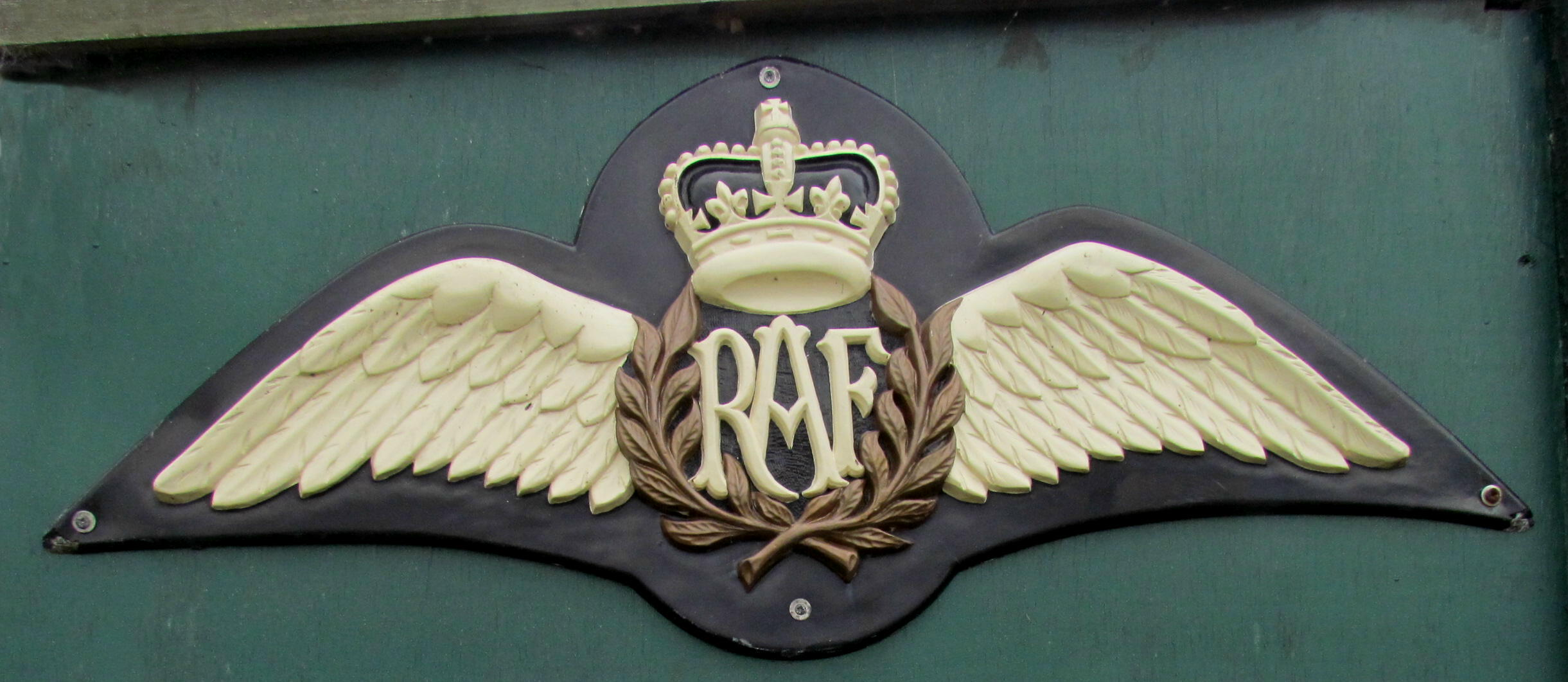
Distintivo RAF